# Agenzia della Proprietà della Corona
L'Agenzia della Proprietà della Corona (in thailandese สำนักงานทรัพย์สินพระมหากษัตริย์, RTGS: samnak ngan sap sin phra maha kasat; in inglese Crown Property Bureau) è un istituto della Thailandia che gestisce i beni di proprietà del re ed è sotto il diretto controllo del sovrano secondo una legge emanata nel luglio 2017. Tale legge fu voluta da re Vajiralongkorn (Rama X), salito al trono nel 2016 alla morte del padre Bhumibol Adulyadej (Rama IX), e gli fu concessa dal governo del dittatore militare Prayut Chan-o-cha.
L'agenzia cominciò nel 1938 a svolgere le sue funzioni riguardanti l'amministrazione dei beni della Casa reale e fino al 1948 fu una società privata sotto il controllo del governo con limitate ingerenze del re. Nel 1948 fu riformata, buona parte del suo controllo fu affidata a re Rama IX, perse il suo status di organo semi-governativo e divenne una persona giuridica. Il re venne comunque affiancato da un gruppo di almeno quattro direttori, tra i quali il ministro delle Finanze. Questo assetto fu mantenuto fino alla legge del 2017 che ne assegnò il controllo assoluto al sovrano.
Nel giugno del 2018 l'agenzia annunciò che la proprietà dei beni della Casa reale era stata trasferita a re Vajiralongkorn, in modo che potesse prendere a discrezione personale le decisioni relative alla responsabilità e gestione dei beni stessi. I beni sono così diventati soggetti a tassazione, come quelli di ogni cittadino, mentre in precedenza erano esenti da tasse. Secondo una valutazione pubblicata dalla rivista Forbes, il valore dei beni gestiti dall'agenzia superava nel 2012 i 30 miliardi di dollari. Con l'intestazione dei beni e assumendone il controllo, Vajiralonkorn è diventato uno dei sovrani più ricchi del mondo.